# Julia Schneider (Politikerin)

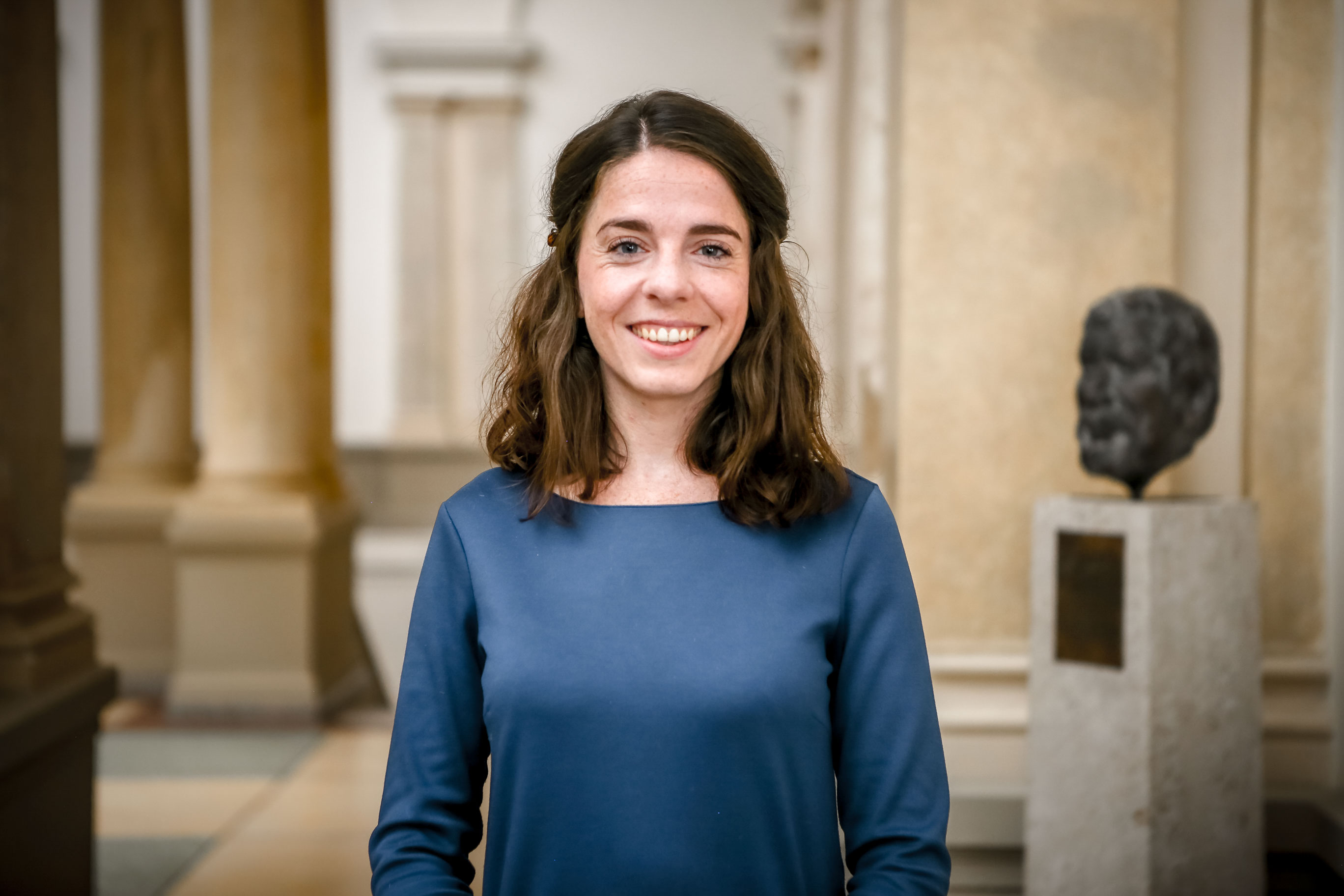
Julia Schneider (2021)

Julia Schneider (* 5. März 1990 in Ost-Berlin) ist eine deutsche Politikerin (Bündnis 90/Die Grünen). Von 2021 bis 2025 war sie Mitglied des Abgeordnetenhauses von Berlin, seit 2025 ist sie Mitglied des Deutschen Bundestages.

## Persönlicher Werdegang

### Studium
Schneider wuchs in Berlin-Neu-Hohenschönhausen sowie in Freiburg im Breisgau auf. Nach ihrer Schulausbildung studierte sie von 2010 bis 2013 Deutsch-Spanische Studien an der Universität Regensburg und der Universität Complutense Madrid mit dem Abschluss als Bachelor of Arts (B. A.). Dem folgten zwei Abschlüsse als Master of Arts (M. A.) an der Europa-Universität Viadrina in Frankfurt (Oder) (2013–2015: Intercultural Communication Studies, 2014–2016: European Studies). 2020 schloss sich ein dreimonatiges verwaltungswissenschaftliches Ergänzungsstudium an der Deutschen Universität für Verwaltungswissenschaften in Speyer an.

### Beruf
Nach ihrer akademischen Ausbildung wechselte Schneider als wissenschaftliche Mitarbeiterin in den Bundestag, wo sie von 2017 bis 2018 für den Abgeordneten Sven Kindler (Bündnis 90/Die Grünen) tätig war. Anschließend war sie von 2018 bis 2020 Trainee in der Berliner Senatsverwaltung für Inneres und Sport. Seit Februar 2021 ist sie Referentin in der Abteilung Verkehr der Senatsverwaltung für Umwelt, Verkehr und Klimaschutz und Regierungsrätin auf Probe. Seit 2021, ihrer Wahl ins Abgeordnetenhaus, ruht ihr Beamtenverhältnis auf Probe.

## Politischer Werdegang

### Bündnis 90/Die Grünen
Schneider trat 2017 der Partei Bündnis 90/Die Grünen bei, von 2020 bis März 2021 war sie Mitglied im Vorstand des Kreisverbandes Berlin-Pankow.

### Abgeordnetenhaus von Berlin
2021 nominierte sie der Kreisverband Pankow für die Abgeordnetenhauswahl 2021 als Direktkandidatin im Wahlkreis Pankow 7, die Landesdelegiertenkonferenz nominierte sie für den 31. Platz der Landesliste. Bei der Wahl gewann Schneider das Direktmandat mit 30,7 Prozent der Erststimmen. Bei der Wiederholungswahl 2023 konnte sie ihren Sitz im Abgeordnetenhaus verteidigen.

### Deutscher Bundestag
Im Januar 2025 nominierte sie ihr Kreisverband für die Bundestagswahl 2025 für die Direktkandidatur im Wahlkreis Berlin-Pankow. Zuvor hatte der Kreisverband erst im November 2024 den Pankower Wahlkreisabgeordneten Stefan Gelbhaar für die Direktkandidatur nominiert, dem im Dezember 2024 sexuelle Belästigungen vorgeworfen worden waren. Zu ihrer Bewerbung um die Direktkandidatur sagte Schneider, sie kandidiere „für einen Kreisverband, in dem Frauen sich sicher fühlen können und gehört werden“ und weil sie der Meinung sei, der „Kreisverband sollte die Möglichkeit haben, eine Frau zu nominieren“, es sei ihr „gerade als Frau“ ein Anliegen, für alle Perspektiven ansprechbar zu sein und an besseren Strukturen mitzuwirken. Nach Schneiders Nominierung wurde Mitte Januar 2025 bekannt, dass zumindest ein Teil der Vorwürfe gegen Gelbhaar erfunden waren. Der Kreisverband hielt an Schneiders Nominierung fest. Bei der Wahl gewann sie das Direktmandat ihres Wahlkreises mit 25,8 Prozent der Erststimmen, mit dem sie als Abgeordnete in den 21. Deutschen Bundestag einzog.
Im Zuge ihrer Wahl in den Bundestag legte sie im Mai 2025 ihr Abgeordnetenhausmandat nieder; für sie rückte Benedikt Lux nach.
Im 21. Deutschen Bundestag ist sie Mitglied und Obfrau ihrer Fraktion im Ausschuss für Umwelt, Klimaschutz, Naturschutz und nukleare Sicherhei. Außerdem ist sie stellvertretendes Mitglied im Ausschuss für Wohnen, Stadtentwicklung, Bauwesen und Kommunen sowie im Haushaltsausschuss.
Julia Schneider ist Mitglied der Parlamentariergruppe der überparteilichen Europa-Union Deutschland, die sich für ein föderales Europa und den europäischen Einigungsprozess einsetzt.